# Hexatoma geminata
Hexatoma geminata là một loài ruồi trong họ Limoniidae. Chúng phân bố ở miền Cổ bắc.